# مسجد خسرو
مسجد خسرو هو مسجد تاريخي يعود إلى عصر السلالة الصفوية، ويقع في أردستان.